# Danny Worsnop
Daniel Robert Worsnop (Gilberdyke, Beverley, 4 de septiembre de 1990) es un multiinstrumentista británico. Es vocalista de Asking Alexandria y fundador y vocalista de We Are Harlot. Actualmente vive en Dallas, Texas. Ha trabajado con varios artistas incluyendo I See Stars, With One Last Breath, Breathe Carolina y Memphis May Fire, ofreciendo voces invitadas en varias canciones.
En 2011 la revista Revolver colocó a Danny en el puesto 21 en su lista de Las 100 estrellas de rock más grandes del mismo año.
Worsnop también mantiene una carrera musical en solitario. Lanzó su primer álbum en solitario de larga duración, The Long Road Home, en febrero de 2017
Conoció a Ben Bruce en Nottingham, Inglaterra y juntos fundaron a Asking Alexandria (llevando el nombre de la banda donde Bruce formaba parte y era su líder).

## Problemas con el alcoholismo
Durante el 2011 tuvo varios problemas con el alcohol y otras drogas ya que durante un concierto Worsnop subió al escenario en estado de completa embriaguez. Tambaleándose en el escenario y sin apenas poder cantar las canciones. El guitarrista Ben Bruce, cansado del bochornoso espectáculo que estaba dando su amigo, tomó el micrófono y preguntó a su público:

¿Quién prefiere a Danny tal como está? Que levante la mano ¿Y quién nos apoyaría en llevar a mi mejor amigo a rehabilitación para que se ponga mejor?

Algo que, evidentemente, el público secundó. La banda agradeció este gesto, siguió tocando y pidió al público que ignorasen a Danny, el cual difícilmente conseguía mantener el equilibrio, se arrastraba por el piso y se tiraba encima de los fanes cantando frases sueltas de las canciones. Finalmente algunos de los miembros del equipo se subieron al escenario para llevárselo mientras su banda seguía tocando sin vocalista.
Por lo visto, muchos asistentes al concierto reclamaron el importe de su entrada al local. La respuesta de la banda no se hizo esperar y a través de su página de Facebook colgaron un comunicado disculpándose y han confirmaron que darían un nuevo concierto gratuito.
Por su parte, Worsnop hizo lo propio y vía Twitter se disculpó con sus fanes, alegando problemas de adicción a drogas y alcohol:

Lo siento Seattle. Mañana haré un vídeo disculpándome. Soy un maldito idiota; no debería echar la culpa de mis acciones a mis recaídas pero esa noche me hizo darme cuenta de que tengo un problema y por primera vez en mi vida quiero arreglarlo por mí mismo Me he confiado a las drogas y a la bebida para sentirme vivo, pero no puedo seguir haciéndolo, esa noche demostró que ése no soy yo, no puedo hacerlo más. Los quiero y lo siento muchísimo.

Después de esa disculpa, volvió a publicar un segundo comunicado, en el que se olvida de todo lo anterior y dice que él es como es, y que lo siente si a la gente no le gusta:

¿Saben que? Esto es rock n' roll, y yo soy rock n' roll. Hablo en nombre de todos los rockeros de este mundo. ¿Desde cuándo hemos tenido que pedir disculpas por hacer algo mal? Hay que joderse. Sí, fui demasiado lejos, considerando que estaba probando mis límites, ahora ya sé a donde no puedo llegar. No voy a empezar a comportarme mejor. Me calmaré y potenciaré mis habilidades al máximo y reforzaré mi carrera... pero no voy a 'bajar el ritmo' por nadie. Así soy yo.

## Carrera como solista
Worsnop comenzó a trabajar en su álbum solista y va a tener un sonido diferente a lo que sus fanes están acostumbrados. La fecha de lanzamiento para el álbum aún se desconoce, pero el disco va a estar bajo el sello de Sumerian Records. Él ha publicado un avance de su canción "Photograph". Worsnop en una entrevista para Loudwire dice que "'Photograph' es mucho más suave que el resto del álbum, sino que es más bien una Balada." El sonido en general es una gran desviación de lo que se espera de Asking Alexandria y encuentra Worsnop en explorar un sonido de rock más convencional . En una charla exclusiva, Worsnop se le pidió a todos los detalles.
Se ha seguido trabajando en ello y finalmente ha lanzado su primer sencillo en solitario "Savior". En su Twitter, Worsnop dijo: «Espero que lo disfruten. Sí, es una balada. Está por ser todo diferente». Con el lanzamiento de este sencillo ha comenzado oficialmente su carrera en solitario en el mundo de la música.

## Daño en cuerda vocal

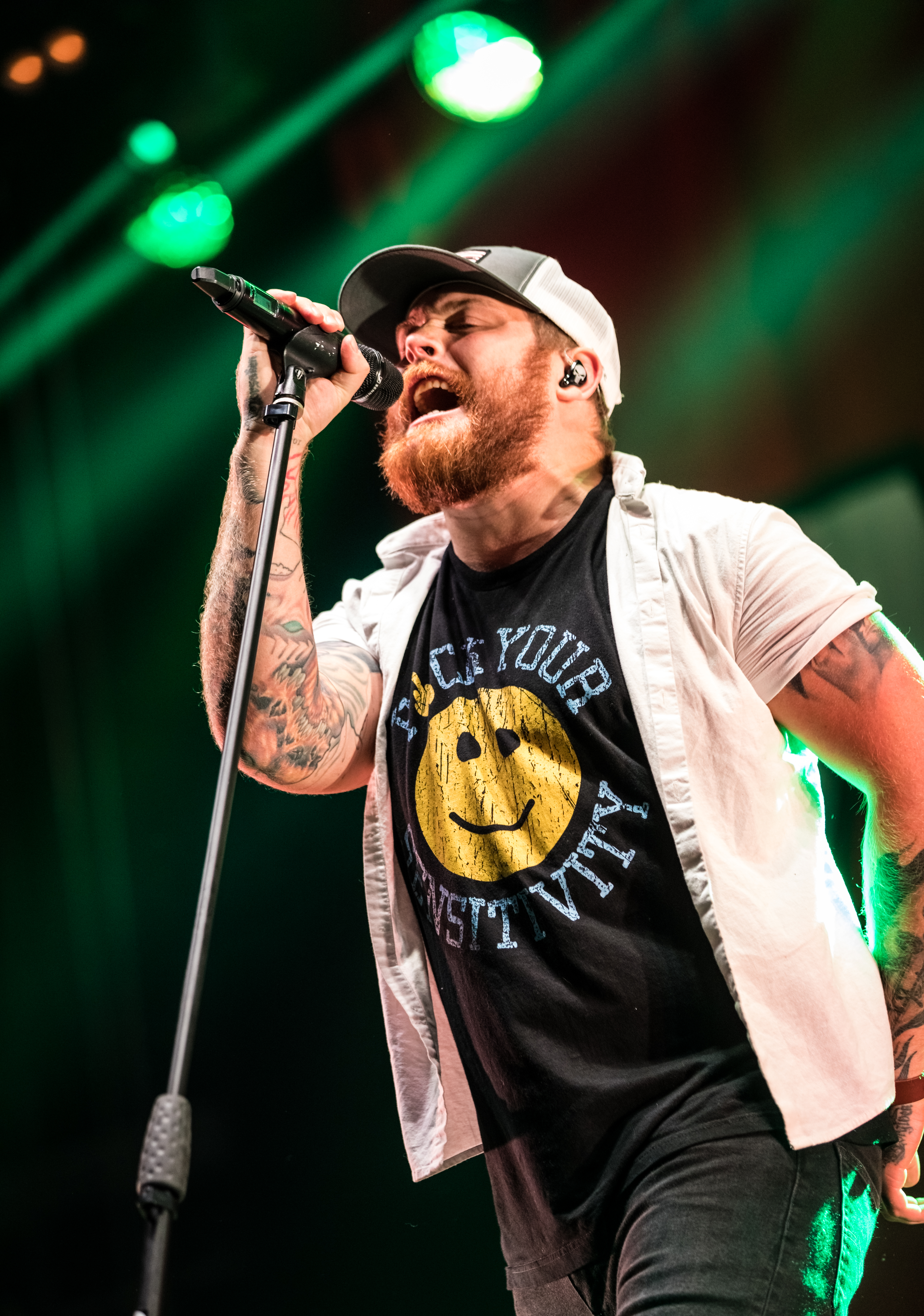
Danny Dworsnop en Rock am Ring en 2018

A finales del 2012, Worsnop tenía una cuerda vocal rota y no pudo llevar a cabo en algunas  fechas de conciertos en su gira. La banda Asking Alexandria tocó canciones sin Worsnop en varias fechas hasta que finalmente, Worsnop salió al escenario para explicar que dañó sus cuerdas vocales y no sería capaz de concretar la gira, pero que los cantantes de I See Stars, Attila y As I Lay Dying acompañaron a la banda durante los conciertos para reemplazar a Worsnop. 
Worsnop fue enviado a un especialista vocal para ayudar en sus cuerdas vocales para volver a ser capaz de terminar la grabación de voces de From Death to Destiny y terminar su próxima gira. Después de la búsqueda de tratamiento del especialista vocal el Dr. Sugerman, Worsnop estuvo en camino de recuperación y decidió grabar un vídeo con el médico que muestra una de sus últimas sesiones. El vídeo fue filmado aproximadamente dos semanas después del tratamiento inicial del cantante. Después de la grabación de la banda para el próximo álbum se ha completado, Worsnop decidió dar un descanso a su voz para las próximas giras.

## Discografía
Con Asking Alexandria
- 2009: Stand Up and Scream
- 2010: Life Gone Wild (EP)
- 2011: Reckless and Relentless
- 2011: Stepped Up and Scratched (Remix)
- 2012: Under the Influence: A Tribute to the Legends of Hard Rock (EP)
- 2013: From Death to Destiny
- 2017: Asking Alexandria
- 2020: Like a House on Fire
- 2021: See What's on the Inside
- 2023: Where Do We Go from Here?

Con We Are Harlot
- 2015: We Are Harlot

Como Solista
- 2017: The Long Road Home
- 2018: Angels (Single)
- 2019: Shades of Blue
- 2019: Another You (Single)

Como invitado
| Año  | Canción                   | Álbum                                        | Artista              |
| ---- | ------------------------- | -------------------------------------------- | -------------------- |
| 2010 | «Wake the Dead»           | With One Last Breath EP                      | With One Last Breath |
| 2010 | «Automatic Rewind»        | Crossroads                                   | Bizzy Bone           |
| 2012 | «Endless Sky»             | Digital Renegade                             | I See Stars          |
| 2012 | «Losing Sight»            | Challenger                                   | Memphis May Fire     |
| 2012 | «The Price of Beauty»     | The Mitch Lucker Memorial Show               | Suicide Silence      |
| 2014 | «Sellouts»                | Savages                                      | Breathe Carolina     |
| 2014 | «Brother»                 | Watch Me                                     | Ronnie Radke         |
| 2017 | «Shining in the Dark»     | Rough Around the Edges                       | Jericho Rose         |
| 2018 | «Stare at the Sun»        | Violent Noise                                | The Word Alive       |
| 2018 | «Just Tell Me Something»  | Victim of the New Disease                    | All That Remains     |
| 2019 | «All I Want to Know»      | Nervous Breakdown                            | Sarah Ross           |
| 2020 | «Mother Lover (Mthr Lvr)» | Mother Lover                                 | Testarossa           |
| 2021 | «Broken as Me»            | Greatest Hits Vol. 2: The Better Noise Years | Papa Roach           |